# 구글 알로
구글 알로(Google Allo)는 구글이 안드로이드와 iOS 모바일 운영 체제용으로 개발한 인스턴트 메신저 프로그램으로, 웹 클라이언트의 경우 구글 크롬, 모질라 파이어폭스, 오페라에서도 이용이 가능하다.
이 앱은 전화번호를 식별자로 사용하였으며 사용자들이 메시지, 파일, 음성 노트, 이미지를 주고받을 수 있다. 자동 응답 제안을 제공한 가상 비서, 그리고 시크릿 모드로 알려진 선택적 암호화 모드를 포함하였다. 사용자는 송신 전에 메시지의 크기를 조절하고 이미지에 무언가를 적거나 스티커를 추가할 수 있다.

## 역사
알로는 구글의 개발자 콘퍼런스에서 2016년 5월 18일 발표되었다. 당시 구글은 2016년 여름에 알로를 출시할 것으로 언급하였으며, 2016년 9월 21일 런칭하였다. 그러다 2019년 3월에 서비스가 종료되고 그 이후로는 서비스를 이용할 수 없게 되었다.

## 같이 보기
- 구글 행아웃